# Ofensiva de Belgrad
L'Ofensiva de Belgrad o l’Operació Ofensiva Estratègica de Belgrad (14 de setembre - 24 de novembre de 1944) va ser una operació ofensiva militar durant la qual Belgrad va ser alliberada de la Wehrmacht alemanya per l'Exèrcit Roig soviètic i pels Partisans iugoslaus. Ambdues forces llançaren operacions separades però coordinades que van ser suficient per expulsar els alemanys de la zona de Belgrad.
A l'ofensiva hi va participar el 3r Front Ucraïnès soviètic (incloent al 2n Exèrcit Búlgar), amb elements del 2n Front Ucraïnès al nord, i el 1r Grup d'Exèrcits dels Partisans iugoslaus a l'oest, que conduïren una ofensiva contra part del Grup d'Exèrcits E alemany (Korpsgruppe 'Schneckenburger' i 'Stern' ), que incloïa les forces de la quinta columna sèrbia, la Guàrdia Estatal Sèrbia. El seu objectiu era destruir les forces del Grup d'Exèrcits E a la regió de Suva Planina, i aquells del Grup d'Exèrcits F a l'est del riu Velika Morava i, finalment, l'alliberament de la ciutat de Belgrad.
Un objectiu secundari de l'ofensiva era tallar la retirada al Grup d'Exèrcit E de Grècia, Albània i les regions meridionals de Iugoslàvia entre Belgrad i Hongria, incloent la línia ferroviària entre Salònica i Belgrad.

## Rerefons
A inicis de setembre de 1944, dos Grups d'Exèrcit alemanys estaven desplegats als Balcans (Grècia, Albània): el Grup d'Exèrcits E (zona sud de l'àrea d'operacions) i el Grup d'Exèrcits F (zona nord de l'àrea d'operacions). Davant la desfeta alemanya a l'Operació Iassi-Kixinev (que forçà a Bulgària i a Romania a canviar de bàndol) i l'avanç de l'Exèrcit Roig pels Balcans, el Grup d'Exèrcits E rebé l'ordre de retirar-se cap a Hongria, mentre que també a Hongria es creava un nou grup d'Exèrcits, el Sèrbia a partir d'elements del Grup d'Exèrcits F.
De resultes del cop d'estat búlgar de 1944 el règim monàrquico-feixista búlgar va ser derrocat i reemplaçat per un govern del Front Patriòtic, comandat per Kimon Georgiev, el qual declarà immediatament la guerra a Alemanya després d'assumir el poder.
A finals de setembre, les tropes del 3r Front Ucraïnès del Mariscal Fiódor Tolbukhin es concentraren a la frontera bulgaro-iugoslava. El 57è Exèrcit Soviètic s'estacionà a la zona de Vidin, mentre que el 2n Exèrcit Búlgar (General K. Stanche) se situava al sud de la línia ferroviària de Niš, en la conjunció de les fronteres de Bulgària, Iugoslàvia i Grècia. Això causà l'arribada del 1r Exèrcit Partisà Iugoslau, per tal de donar suport als cossos 13è i 14è Partisans, col·laborant en l'alliberament de Niš i donant suport a l'avanç cap a Belgrad del 57è Exèrcit, respectivament. El 46è Exèrcit Soviètic (2n Front Ucraïnès) va ser desplegat a la zona del riu Teregova, per tal de tallar l'enllaç ferroviari entre Belgrad i Hongria al nord de Vršac.
Les operacions prèvies van ser coordinades entre els soviètics i el comandant en cap dels Partisans Iugoslaus, el Mariscal Josip Broz Tito. Tito arribà a una Romania sota control soviètic el 21 d'agost, i des d'allà volà cap a Moscou per trobar-se amb Stalin. La trobada va resultar un èxit, en particular perquè ambdós aliats van arribar a un acord relatiu a la participació de les tropes búlgares a l'operació que tindria lloc en territori iugoslau.

## L'ofensiva
Abans de l'inici de les operacions terrestres, s'ordenà al 17è Exèrcit Aeri Soviètic (3r Front Ucraïnès) que impedís la retirada de tropes alemanyes de Grècia i de les regions meridionals iugoslaves. Per tant, s'iniciaren atacs aeris sobre els ponts ferroviaris i d'altres instal·lacions importants a les zones de Niš, Skopje i Kruševo, entre el 15 i el 21 de setembre.
Les operacions s'iniciaren a la punta sud del flanc del Front, amb una ofensiva del 2n Exèrcit Búlgar a la zona de Leskovac-Niš, iniciant combats immediatament amb la 7a Divisió SS de muntanya "Prinz Eugen". Dos dies després, trobant-se amb partisans iugoslaus, van derrotar una força combinada de Txètniks i Guàrdies Fronterers serbis, ocupant Vlasotince. Usant la Brigada Blindada com a punta de llança, l'exèrcit búlgar s'enfrontà amb posicions alemanyes el 8 d'octubre a Bela Palanka, arribant a Vlasotince dos dies després. El 12 d'octubre, la Brigada Blindada, amb el suport de la 15a Brigada de la 47a Divisió Partisana, va poder prendre Leskovac, amb el batalló de reconeixement búlgar travessant el Moravaand provant d'avançar cap a Niš. L'objectiu no era tant la persecució de les restes de la divisió "Prinz Eugen" que es dirigien cap al nord-oest, sinó que el 2n Exèrcit búlgar iniciés l'alliberament de Kosovo, amb la que finalment es tallaria la línia de retirada pel Grup d'Exèrcits E que marxava de Grècia. El 17 d'octubre, les unitats capdavanteres búlgares van arribar a Kursumlija i es dirigiren cap a Kuršumlijska Banja. El 5 de novembre, després de negociar el Prepolac Pass amb grans pèrdues, la brigada ocupà Podujevo, però va ser incapaç d'arribar fins a Pristina fins al 21.
El 57è Exèrcit Soviètic inicià el seu atac el 28 de setembre des de la regió de Vidin, seguint la direcció general de Belgrad. El seu 64è Cos de Fusellers avançà des del sud de Vidin per assegurar la travessa del riu Morava a Paraćin, mentre que el 68è Cos de Fusellers avançava cap a Mladenovac, trobant-se amb elements del 14è Cos iugoslau al sud de Petrovac. El 75è Cos de Fusellers, avançant des de la zona de Turnu-Severin, cobrint el flanc nord de l'exèrcit que avançava cap a Požarevac. El 57è Exèrcit soviètic gaudí del suport de la Flotilla Militar del Danubi, que operava pel Danubi pel flanc nord del Front, i proveïa de transport fluvial a les tropes i a l'equip militar. El 14è Cos iugoslau (amb el suport del 17è Exèrcit de l'Aire soviètic) superà la línia defensiva enemiga als Carpats serbis amb una dura lluita. El 8 d'octubre, els iugoslaus van avançar cap al riu Morava, capturant dos caps de pont a Velika Plana i a Palanka, a on el 12 d'octubre el 4t Cos Mecanitzat de la Guàrdia s'introduí per la penetració després de moure's des del sud-est de Bulgària per portar a terme l'ofensiva cap a Belgrad des del sud. Mentrestant, l'ofensiva continuava amb la recentment arribada 1a Divisió Proletària i la 12a Divisió Eslavona, que assegurà els caps de pont sobre el riu Sava a l'oest de Belgrad.
A la part nord de l'ofensiva, el 2n Front Ucraïnès soviètic, avançà per superar pel flanc les posicions defensives alemanyes a Belgrad pel nord, tallant les línies de subministrament ferroviàries i fluvials a través del Tisa. Amb el suport del 5è Exèrcit de l'Aire, el seu 10è Cos de Fusellers de la Guàrdia va poder travessar a l'assalt els rius Tamiš i Tisa al nord de Pančevo per amenaçar la línia ferroviària Belgrad - Novi Sad. Més al nord, el 31è Cos de Fusellers de la Guàrdia avançà cap a Petrovgrad, i el 37è Cos de Fusellers també avançà, amenaçant la línia fèrria entre Novi Sad i Subotica per preparar l'operació estratègica ofensiva de Budapest.

### L'assalt sobre Belgrad
El 4t Cos Mecanitzat de Guàrdies de l'Exèrcit Roig i el 12è Cos iugoslau van superar la resistència enemiga al sud de Belgrad el 14 d'octubre, apropant-se a la ciutat. Els iugoslaus avançaven a través de les carreteres en direcció Belgrad al sud del riu Sava, mentre que l'Exèrcit Roig establia combat al nord dels afores de la ciutat. L'assalt a la ciutat es retardà per la diversió de forces destinades a l'eliminació de milers de soldats de l'Eix entre Belgrad i Smederevo (al sud-est). El 20 d'octubre, la ciutat havia sigut totalment alliberada per les forces conjuntes soviètico-iugoslàves.
El 13è Cos Iugoslau, en cooperació amb el 2n Exèrcit Búlgar avançà des del sud-est. Eren responsables de la zona de Niš i de Leskovac. A més, eren responsables de tallar les línies d'evacuació del Grup d'Exèrcits E, al riu Morava. No obstant això, el Grup d'Exèrcits E estava obligat a retirar-se a través de les muntanyes de Montenegro i Bòsnia, sent incapaç de reforçar les tropes alemanyes a Hongria.
L'endemà, elements del 3r Front Ucraïnès van caure sobre Kraljevo i, finalment, van tallar l'accés de Tessalònica fins a Belgrad.
Unitats partisanes iugoslaves, juntament amb el 10è Cos de Fusellers de la Guàrdia soviètics del 46è Exèrcit (2n Front Ucraïnès), avançant pel Danubi, van atacar amb força des del nord-est contra les posicions de la Wehrmacht a Belgrad, netejant la riba esquerra del Tisa i del Danubi i alliberant la ciutat de Pančevo.

## Després de la batalla
Com a conseqüència de l'operació de Belgrad, les tropes del 3r Front Ucraïnès van ser enviades a Hongria per donar suport al 2n Front Ucraïnès i donant suport als Partisans Iugoslaus en l'alliberament del seu país, principalment mitjançant el subministrament d'armament, equipament i munició.
Mitjançant Decret de la Presidència del Soviet Suprem de l'URSS de 19 de juny de 1945 es creà la Medalla per l'Alliberament de Belgrad.

## Forces Aliades

### Unió Soviètica
3r Front Ucraïnès 
- 4t Cos Mecanitzat de la Guàrdia (Tinent General T.V. Jdanov Vladimir Ivanovitx):
  - 13a Brigada Mecanitzada de la Guàrdia (Tinent Coronel Gennadi Ivanovitx Obaturov)
  - 14a Brigada Mecanitzada de la Guàrdia (Coronel Nicodemius Alekseivitx Nikitin)
  - 15a Brigada Mecanitzada de la Guàrdia (Tinent Coronel Mijail Alekseievitx Andrianov)
  - 36a Brigada Blindada de la Guàrdia (Coronel Peter Semenovitx Jukov)
  - 292è Regiment d'Artilleria Autopropulsada de la Guàrdia (Tinent Coronel Semen Kondratevitx Xakhmetov)
  - 352è Regiment d'Artilleria Pesant Autopropulsada de la Guàrdia (Coronel Ivan Markovitx Tiberkov)
  - 5a Brigada Motoritzada de Fusellers de la Guàrdia (Coronel Nikolai Ivanovitx Zavialov)
  - 23 Brigada d'Obusos d'Artilleria)Coronel Savva Kirillovitx Karpenko) de la 9a Divisió d'Artilleria de Trencament (Major General d'Artilleria Andrei Ivanovitx Ratov)
  - 42a Brigada d'Artilleria Antitanc (Coronel Constanti Alekseievitx Leonov)
  - 22a Divisió d'Artilleria Antiaèria (Coronel Igor Mijailovitx Danxin)

- 57è Exèrcit
  - 75è Cos de Fusellers (Major General Andrian Zakharovitx Akimenko):
    - 22a Divisió de Fusellers (Coronel Akhnav Gainutdinovitx Sagitov)
    - 236a Divisió de Fusellers (Coronel Peter Ivanovitx Kulijskii)

  - 68è Cos de Fusellers (Major General Nikolai Nikolaievitx Ixkodunovitx)
    - 73a Divisió de Fusellers de la Guàrdia (Major General Semen Antónovitx Kozak)

- Flotilla Militar del Danubi
- Brigada de Llanxes Blindades (Capità de 2n Ranc Pavel Ivanovitx Derjavin)
  - 1a Divisió de Llanxes Blindades de la Guàrdia (Tinent Comandant Sergei Ignatevitx Barbotko)
  - 4a Divisió de Llanxes Blindades de la Guàrdia (Tinent Superior Kuzma Iosifovitx Butvin)
- Força d'escorta Costanera (Major Klementi Timofeevitx Zidr)

- 17è Exèrcit de l'Aire
  - 10è Cos d'Assalt Aeri (Tinent General d'Aviació Òleg Viktorovitx Tolstiakov):
    - 259a Divisió Aèria de Caces (Coronel Anatoli Alexandrovitx Silvestrov)
    - 306a Divisió Aèria d'Assalt (Coronel Alexander Viktorovitx Ivanov)
    - part de la 136a Divisió Aèria d'Assalt (Coronel Nikolai Pavlovitx Tereckov)
    - 10à Divisió d'Assalt Aeri de Guàrdies (Major General d'Aviació Andrei Nikiforovitx Vitruk)
    - 236a Divisió Aèria de Caces (Coronel Vasili Iakovlevitx Kudriaixov)
    - part de la 288a Divisió Aèria de Caces (Coronel Boris Alexandrovitx Smirnov)

### Iugoslàvia
- 1r Grup d'Exèrcits de Partisans Iugoslaus (General - Tinent Coronel Peko Dapčević):
  - 1a Divisió Proletària (Coronel Vaso Jovanović)
  - 6a Divisió Proletària (Coronel Đoko Jovanić)
  - 5a Divisió d'Assalt (Coronel Milutin Morača)
  - 21a Divisió d'Assalt (Coronel Miloje Milojević)

- 12è Cos d'Exèrcits (General - Tinent Coronel Danilo Lekić):
  - 11a Divisió d'Assalt (Coronel Miloš Šelegović)
  - 16a Divisió d'Assalt (Coronel Marko Peričin)
  - 28a Divisió d'Assalt (Tinent Coronel Coronel Radojica Nenezin)
  - 36a Divisió d'Assalt (Tinent Coronel Coronel Rodoslav Jović)